# Festa de Santa Rita
La festa de Santa Rita, patrona dels impossibles i de les venedores ambulants de roses, és la celebració més concorreguda de la religiositat popular del barri del Raval i se celebra anualment el 22 de maig. Aquell dia, milers de veïns acudeixen a l'església de Sant Agustí a venerar les relíquies de la santa i li porten roses, flor que recorda un dels miracles que se li atribueixen, el de fer florir els rosers de l'hort d'un convent en ple hivern. Alhora, des de primera hora del matí la plaça de Sant Agustí s'omple de parades de roses, estampes i espelmes que els fidels poden adquirir per a oferir a la santa.

## Història
Rita de Cascia va viure entre els segles XIV i XV i va morir un 22 de maig, data que es va establir per a retre-li homenatge. Va ser beatificada el segle xvii, però no va esdevenir santa fins a l'any 1900. La devoció a santa Rita va arribar a Barcelona amb els agustins, que s'instal·laren en un convent del barri de la Ribera. Més tard, es traslladaren a l'església de Sant Agustí del Raval, on encara avui es custodien les relíquies de la santa. Aquest canvi es va fer arran de la construcció de la Ciutadella després del 1714. Per tant, la festivitat se celebra al Raval des de la segona meitat del segle xvii.

### Llegenda
Diu la llegenda que santa Rita ja volia ser monja de ben jove, però l'obligaren a casar-se i va tenir dos fills. Divuit anys més tard, morts el marit i els fills, va entrar al convent de les augustinianes de Cascia (Itàlia), on al principi no fou ben rebuda per haver estat dona casada. Quan estava a punt de morir, va dir a les seves germanes que el seu més gran desig era olorar roses. Era en ple hivern, però baixaren a l'hort i trobaren tots els rosers florits. Ve't aquí perquè és venerada com a patrona dels impossibles i de les venedores ambulants de roses i per què aquesta flor té tanta presència en els actes d'homenatge a la santa.

## Activitats
- Veneració de la santa: Des de les set del matí la plaça de Sant Agustí s'omple de gent, sobretot dones, que fan cua per tal de venerar santa Rita, fer-li peticions impossibles i donar-li les gràcies pels favors que els ha fet durant l'any. Quan els toca el torn, besen les relíquies de la santa, li ofereixen roses vermelles i li demanen desigs de tota mena, per bé que els més recurrents són els que tenen relació amb la salut.
- Benedicció de les roses Si bé l'ofrena floral a la imatge de santa Rita és molt important, no totes les roses són deixades als seus peus. Cal guardar-ne unes quantes per a la benedicció que fa el rector cada mitja hora. A migdia, després de la missa, es fa la benedicció més multitudinària, que congrega milers de fidels tant dins l'església com a la plaça. Per als més devots, que l'aigua mulli el ram és garantia que es complirà allò que demanen.[1]